# آیووری (صابون)
آیووری (فرانسوی: Savon d'Ivoire‎) یک برند آمریکایی محصولات مراقبت شخصی است که توسط شرکت پروکتر اند گمبل تولید شده است.